# Saint-Jean-Bosco
Saint-Jean-Bosco är en romersk-katolsk kyrkobyggnad i Paris, helgad åt den helige Giovanni Bosco, grundare av salesianorden. Kyrkan är belägen vid Rue Alexandre-Dumas i Quartier de Charonne i tjugonde arrondissementet. Kyrkan ritades i art déco-stil av arkitekterna Dimitri Rotter och René Rotter; de fann inspiration i kyrkan Notre-Dame du Raincy, ritad av Auguste och Gustave Perret.
Kyrkan Saint-Jean-Bosco konsekrerades den 10 oktober 1937. Den är sedan år 2001 ett monument historique.

## Bilder
| - Kyrkans torn. - Staty föreställande den helige Giovanni Bosco. - Glasmålning föreställande den helige Domenico Savio. - Notre-Dame du Raincy. |

## Omgivningar
- Jardin Damia
- Place de la Réunion
- Jardin Casque-d'Or
- Place Marc-Bloch
- Bibliothèque Louise Michel

## Kommunikationer
- Tunnelbana – linje  – Alexandre Dumas
- Busshållplats Vignoles – Paris bussnät

### Webbkällor
- ”Paris, église Saint-Jean-Bosco (20e arr.)” (på franska). Patrimoine Histoire. Arkiverad från originalet den 8 oktober 2022. https://archive.ph/H0eDm. Läst 8 oktober 2022.